# Вімблдон (Північна Дакота)
Вімблдон (англ. Wimbledon) — місто (англ. city) в США, в окрузі Барнс штату Північна Дакота. Населення — 178 осіб (2020).

## Географія
Вімблдон розташований за координатами 47°10′10″ пн. ш. 98°27′31″ зх. д. / 47.16944° пн. ш. 98.45861° зх. д. (47.169582, -98.458680).  За даними Бюро перепису населення США в 2010 році місто мало площу 1,38 км², уся площа — суходіл. В 2017 році площа становила 1,61 км², уся площа — суходіл.

## Демографія
Згідно з переписом 2010 року, у місті мешкало 216 осіб у 94 домогосподарствах у складі 55 родин. Густота населення становила 156 осіб/км².  Було 119 помешкань (86/км²).
Расовий склад населення:
| - 97,2 % — білих |

До двох чи більше рас належало 2,8 %. Частка іспаномовних становила 0,5 % від усіх жителів.
За віковим діапазоном населення розподілялося таким чином: 30,1 % — особи молодші 18 років, 56,5 % — особи у віці 18—64 років, 13,4 % — особи у віці 65 років та старші. Медіана віку мешканця становила 40,0 року. На 100 осіб жіночої статі у місті припадало 80,0 чоловіків;  на 100 жінок у віці від 18 років та старших — 91,1 чоловіків також старших 18 років.
Середній дохід на одне домашнє господарство  становив 86 101 долар США (медіана — 52 500), а середній дохід на одну сім'ю — 107 180 доларів (медіана — 59 583). За межею бідності перебувало 3,6 % осіб, у тому числі 3,9 % дітей у віці до 18 років та 19,0 % осіб у віці 65 років та старших.
Цивільне працевлаштоване населення становило 141 особа. Основні галузі зайнятості: освіта, охорона здоров'я та соціальна допомога — 26,2 %, роздрібна торгівля — 18,4 %, сільське господарство, лісництво, риболовля — 14,9 %, виробництво — 14,2 %.